# Bljuštovke
Bljuštovke (Bljuštovi; lat. Dioscoreaceae) su biljna porodica jednosupnica u redu bljuštolike, po kojima je red dobio ime. Bljuštovke su raširene po tropskim krajevima Afrike, Azije, Amerike, Australije i velikom dijelu Europe. U hrvatskom jeziku naziv bljušt dan je rodu Tamus, koji je danas uklopljen u rod dioskoreja (Dioscorea), i čiji je najpoznatiji predstavnik bio bljušt ili kuka (Tamus communis, sada Dioscorea communis). Ostala tri roda su  Tacca, Stenomeris i Trichopus. Rod Rajania L. više nije priznat, a njegove vrste uklopljene su pretežno u dioskoreje
Bljušt ili kuka naraste od 2 do 4 metra visine, to je povijuša i penjačica neuglednog cvijeta, vrlo otrovnih plodova crvene boje oblika bobice koji dozrijeva tijekom ljetnih mjeseci. Svaka bobica ima 3 do 5 sjemenki, a 4 do 6 bobica čini grozd. List je srcolikog oblika. Korijen je ljekovit ali je opasan jer može 'spaliti' kožu, a koristi se za liječenje reumatskih bolesti.
Druge poznate vrste su Dioscorea elephantipes ili slonova noga koja raste u Južnoafričkoj Republici na visinama od 15 do 1200 metara. Ime je dobio po velikom gomolju promjera do 75 cm koji je uglavnom izložen iznad zemlje. Epiderma (koža) gomolja je sivkasto-smeđa i tvrda, s brojnim pločama debelog pluta nalik pločama kornjače. Unutarnje tkivo je žućkasto-bijelo, neprozirno i lomljivo. Raste veoma sporo.
Značajna vrsta je i ljubičasti slatki krumpir (Dioscorea alata), porijeklom iz Japana s otoka Okinawa od kojega se mogu pripremati sva jela koja se rade i od krumpira, a bogat je vitaminima A i C.

## Opis
Dioscoreaceae, ili porodica jama, sadrži osam ili devet rodova i oko 750 vrsta, od kojih mnoge proizvode gomoljasto korijenje bogato škrobom; ovi su gomolji glavna hrana u mnogim tropskim zemljama. Dioscorea trifida potječe iz Južne Amerike i Kariba. D. alata, “bijeli jam” iz Indije i Malajskog poluotoka, naširoko se uzgaja zbog svojih proširenih korijena. Slonova noga (D. [ili Testudinaria] elephantipes), koja se uzgaja u Africi, koristi se kao hrana za vrtemena gladi. Korijenje svih ovih biljaka sadrži otrovne alkaloide koji se uništavaju kuhanjem. Osim toga, nekoliko steroidnih spojeva izvorno je dobiveno iz meksičkih vrsta Dioscorea za proizvodnju kontraceptiva i lijekova. Članovi roda Tacca, ili “cvijet šišmiša”, podzemne su biljke koje se nalaze u tropskim vlažnim šumama, prvenstveno u jugoistočnoj Aziji, a ponekad se uzgajaju kao ukrasne biljke. Njihovi cvatovi poput cvjetova imaju uočljive, često tamno kestenjaste ili crne, nitaste brakteje koje se nalaze ispod cvjetova. Tacca je smještena u vlastitu obitelj, Taccaceae, pod APG, ali je uključena u Dioscoreaceae pod APG II. Slično tome, mali rod Trichopus, koji je prije pripadao vlastitoj obitelji Tricopodaceae, sada je uključen u Dioscoreaceae.

## Podjela
1. Subfamilia Stenomeridoideae Reveal
  1. Stenomeris Planch. (2 spp.)
  2. Tacca J. R. Forst. & G. Forst. (18 spp.)
2. Subfamiliia Trichopoideae Reveal
  1. Trichopus Gaertn. (2 spp.)
3. Subfamilia Dioscoreoideae Arn.
  1. Dioscorea L. (639 spp.)

## Galerija
- Dioscorea alata
- Dioscorea alata
- Dioscorea elephantipes
- Dioscorea balcanica
- Dioscorea esculenta
- Dioscorea esculenta
- Dioscorea hispida
- Dioscorea hispida

## Vanjske poveznice
|  | Zajednički poslužitelj ima još gradiva o temi Dioscoreaceae |
|  | Wikivrste imaju podatke o taksonu Dioscoreaceae             |